# La Chapelle-Rainsouin

La Chapelle-Rainsouin este o comună în departamentul Mayenne, Franța. În 2009 avea o populație de 384 de locuitori.